# Bełżyce
Bełżyce (udtale: [bɛu̯ˈʐɨt͡sɛ]  ( hør) er en by og en kommune (Gmina) i det sydøstlige Polen i det tidligere Lillepolen. Den ligger i voivodskabet Lublin (Województwo lubelskie) og har 6.142(2021) indbyggere og et areal på 23,46 km². Den er en del af powiatet (amt) Lublin.

## Historie
Formentlig var der i begyndelsen af det 13. århundrede et mindre kongeligt slot i området af den nuværende by. Bygningen blev overført til lokale stormænd, som gav mulighed for at bosætte sig i en by i henhold til Magdeburg rettigheder i 1349. I 1416 begyndte bybosættelsesprocessen, og næste år gav kong Władysław Jagiełło et officielt dokument, der gjorde det muligt for Bełżyce at udvikle sig. Byen var primært befolket af bønder, håndværkere, købmænd og alkoholproducenter. En trækirke blev bygget, og et katolsk sogn af St. Pauls omvendelse blev oprettet. Siden 1432, da to nye privilegier blev erhvervet, har der været mærkbar vækst – repræsentanter for fire religioner boede her sammen: katolikker og ortodokse bønder, protestantiske håndværkere og jødiske købmænd. Bełżyce var en privat by beliggende i Lublin Voivodeskab (1474–1795), senere også i Lillepolen i Kongeriget Polens krone.